# Клондайк (річка)
64°03′19″ пн. ш. 139°26′34″ зх. д. / 64.05528° пн. ш. 139.44278° зх. д.
Клондайк (англ. Klondike River) — річка, права притока річки Юкон на північному заході Канади. Річка бере свій початок з гір Огілві і впадає в річку Юкон поблизу міста Доусон. Довжина річки 160 км.
Назва річки походить з мови індіанців Хан (англ. Hän, Hankutchin або Han), які називали річку Tron-Duick або Tron-Deg, що означає «Вбита вода» (англ. Hammer Water), маючи на увазі стовпи, які індіанці вбивали в річку для установки пасток на лосося.
З відкриття родовищ золота на струмку Бонанза-Крік в районі річки Клондайк в середині серпня 1896 року розпочалася «Клондайкська золота лихоманка». З тих пір слово «клондайк» є синонімом «неймовірно багатого родовища, джерела величезних благ».